# Embothrium coccineum
Embothrium coccineum – gatunek z rodziny srebrnikowatych z monotypowego rodzaju Embothrium. Jest to drzewo o skórzastych liściach. Występuje w Patagonii, na południu Chile i Argentyny. Rośnie w miejscach skalistych, odsłoniętych i na skrajach lasów. Ma kwiaty zapylane przez kolibrowate. Ze względu na spektakularne, szkarłatne kwiaty bywa uprawiany jako roślina ozdobna na obszarach o łagodnym klimacie w Europie i na wybrzeżu pacyficznym Ameryki Północnej.

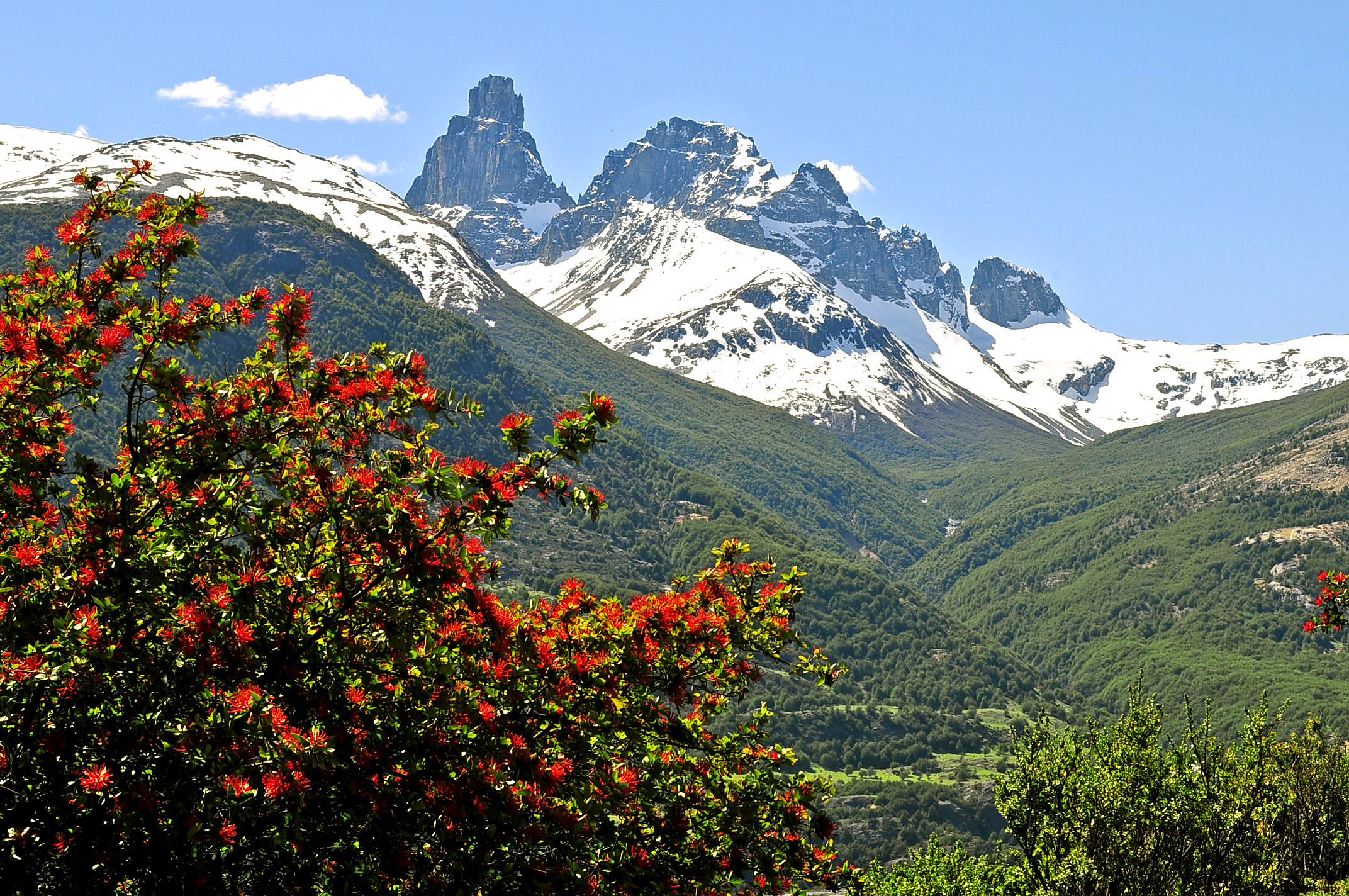

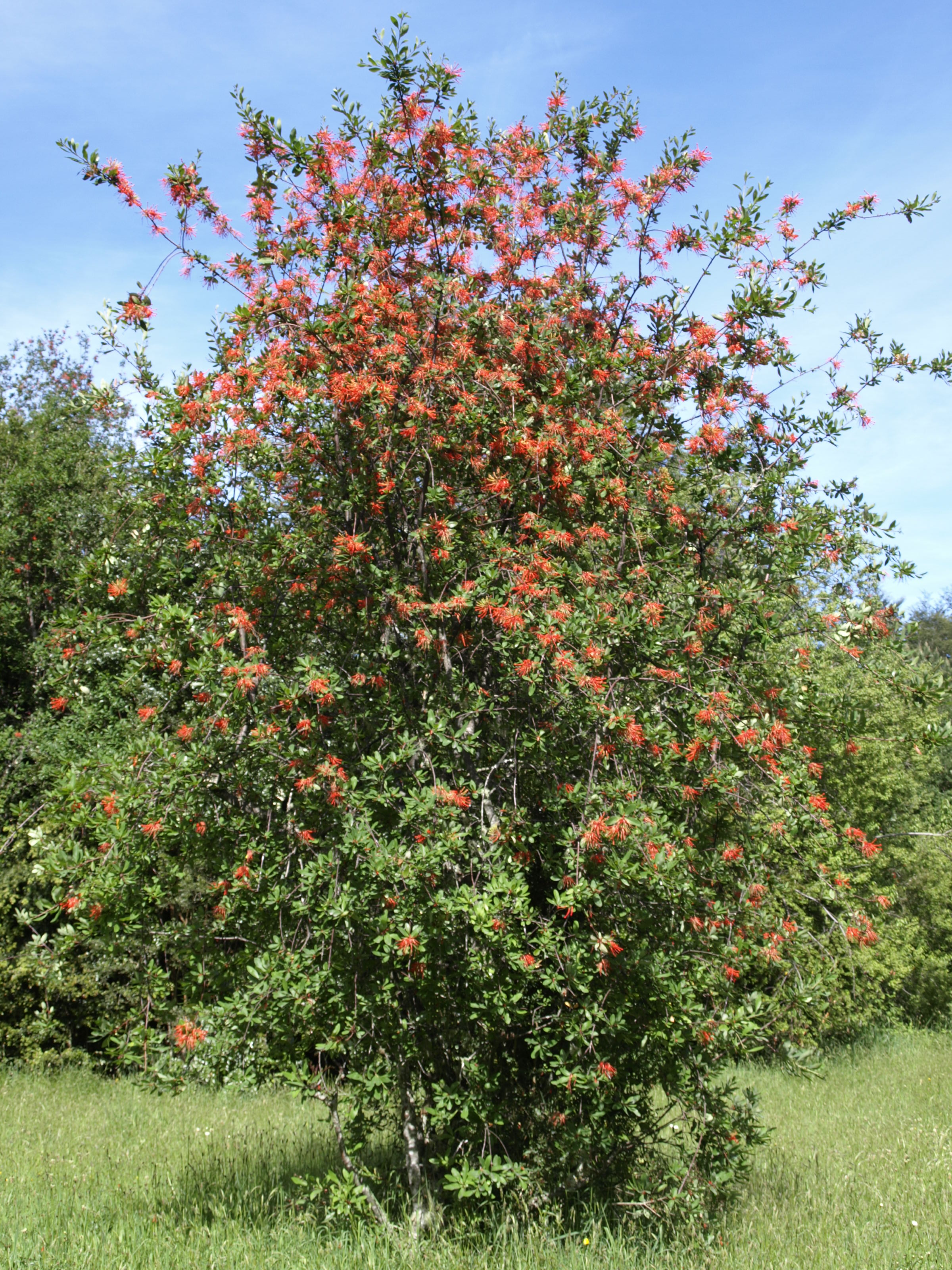

## Morfologia
PokrójDrzewo osiągające do 15 metrów, czasem rosnące jako odroślowy krzew.
LiścieZimozielone lub zrzucane na zimę, skrętoległe, pojedyncze, skórzaste, nagie, lancetowate do jajowatych.
KwiatyRozwijają się wiosną parami w luźnych skupieniach wzdłuż pędów. Są intensywnie czerwone, czasem żółte, rzadko bladożółte lub białe. Długi, rurkowaty okwiat tworzą cztery barwne działki kielicha. Na końcu są one nieco rozdęte i tu znajdują się osadzone na nich cztery główki pręcików, pozbawione własnych nitek. Otwierając się, działki zawijają się na zewnątrz i z czasem odpadają. Słupek składa się z górnej jednokomorowej zalążni i długiej, wygiętej szyjki zakończonej stożkowatym znamieniem.
OwoceSuche torebki zwieńczone trwałymi szyjkami słupka, zawierające oskrzydlone nasiona.